# Grabiszew (powiat zgierski)
Grabiszew – wieś w Polsce położona w województwie łódzkim, w powiecie zgierskim, w gminie Zgierz.
Był własnością kolegiaty łęczyckiej po 1357 roku. Wymieniony z łowczym łęczyckim Mściszkiem z Modlnej na Orszewice. W 1400 roku z powrotem własność kapituły. Wieś duchowna Grabiszewo położona była w drugiej połowie XVI wieku w powiecie łęczyckim województwa łęczyckiego. W latach 1975–1998 miejscowość należała administracyjnie do ówczesnego województwa łódzkiego.